# Zonitolytta robusta
Zonitolytta robusta là một loài bọ cánh cứng trong họ Meloidae. Loài này được Pic mô tả khoa học năm 1927.